# Grasuitbreekkommetje
Het grasuitbreekkommetje (Pyrenopeziza karstenii) is een schimmel uit de familie Ploettnerulaceae. Het komt voor op halmen van grassen. Het is onder meer bekend van kweek (Elymus repens). Hij komt met name voor tussen juni en augustus.

## Kenmerken
De apothecia hebben een diameter van 0,1-0,3 mm. Ze hebben een lichtgrijze binnenkant en een buitenkant bedekt met roodbruin korrelig materiaal. De asci meten 40-60 × 5-7 µm en heben kleine croziers. De ascosporen meten 8-15 × 2,5-3 µm en hebben één septum.

## Verspreiding
In Nederland komt het grasuitbreekkommetje uiterst zeldzaam voor.